# Fruit (botanique)
Pour l’article homonyme, voir fruit (alimentation).

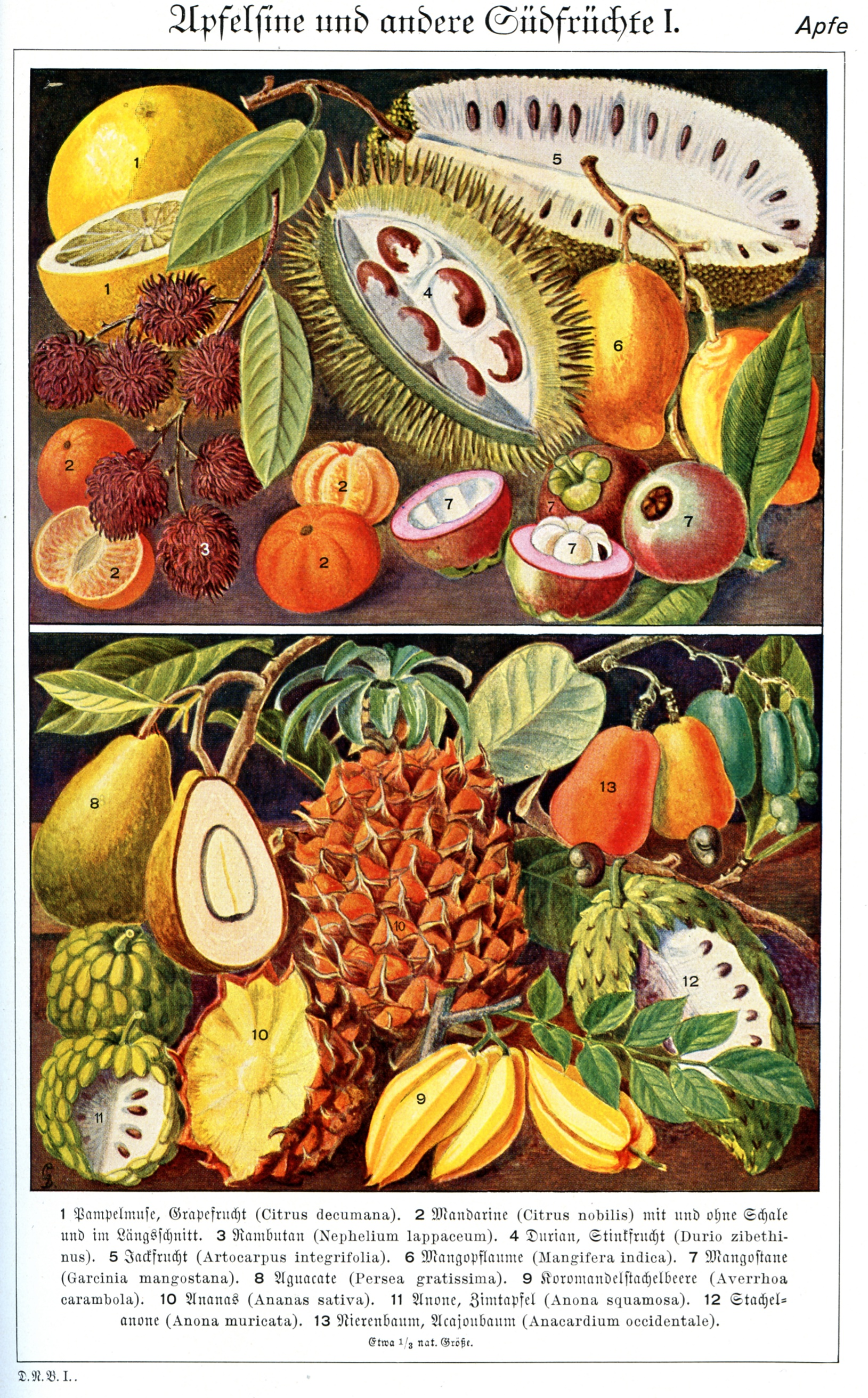
1.Pamplemousse
2. Mandarine
3. Ramboutan
4. Durian
5. Chempédak
6. Mangue
7. Mangoustan
8. Avocat Persea gratissima
9. Carambole
10. Ananas
11. Attier
12. Corossol
13. Anacardier

Le fruit, en botanique, est l'organe végétal contenant une ou plusieurs graines. Caractéristique des Angiospermes, il succède à la fleur par transformation du pistil. La paroi de l'ovaire forme le péricarpe du fruit et l'ovule donne la graine.
Ce qui est appelé « fruit » dans le langage alimentaire courant peut être biologiquement parlant un fruit ou un faux-fruit (pomme, ananas...). À l'inverse, un fruit biologique (ou un faux-fruit) peut être considéré trivialement comme un « légume » (avocat, aubergine, courgette, tomate...), une « épice » (poivre, piment...) ou une « céréale » (blé, riz...).

## Fonctions du fruit

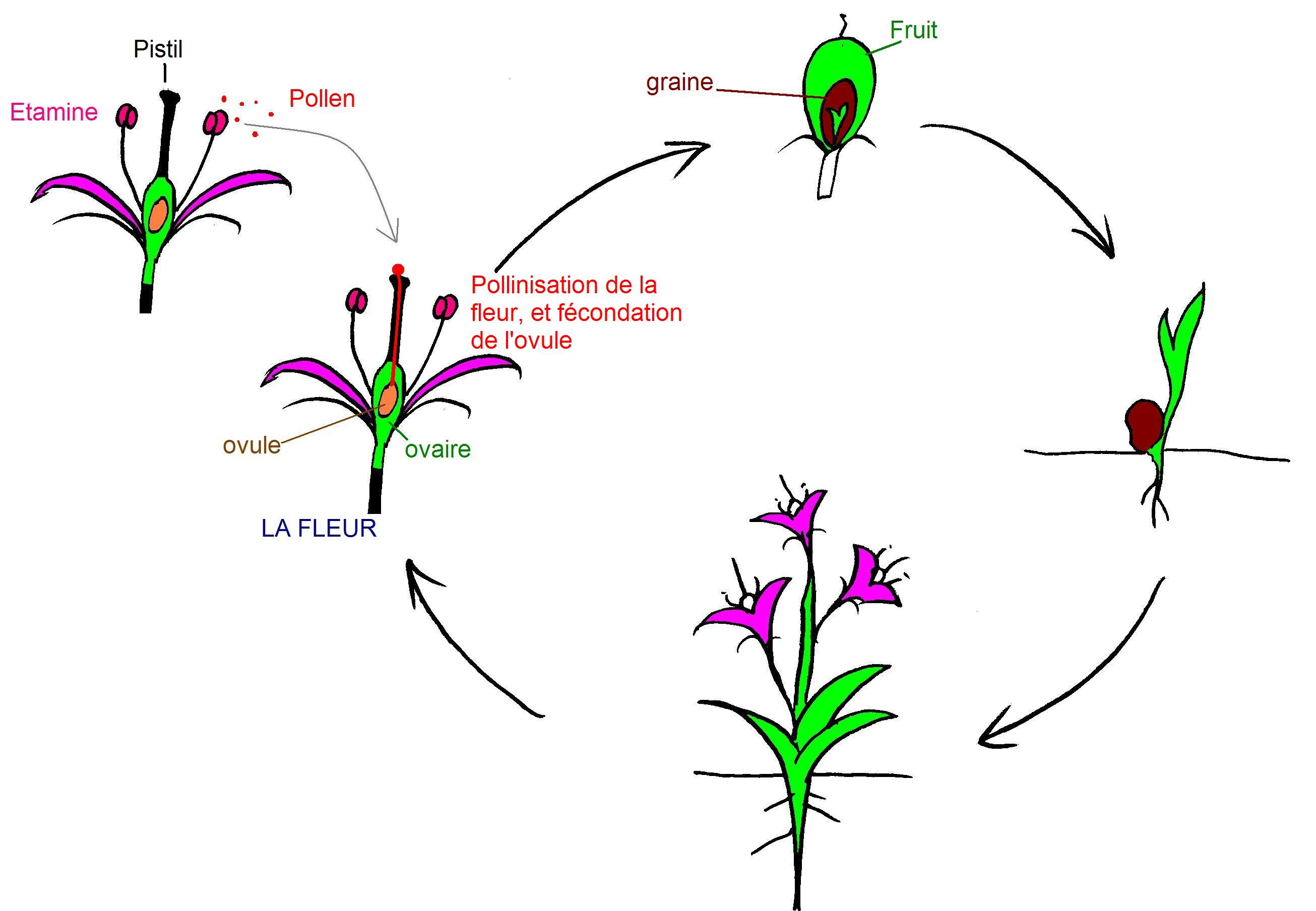
Schéma du cycle de reproduction des plantes angiospermes.

Le fruit favorise la reproduction de l'espèce, en protégeant la ou les graines et en favorisant leur dissémination.
La protection des graines en formation se fait contre les animaux (le jeune fruit n'attire pas les animaux) et les contraintes climatiques. 
Le fruit mûr favorise ensuite la dissémination des graines. Cette dissémination se fera d'une manière spécifique au type de fruit :
- par le biais des animaux pour les fruits en général colorés, sucrés (mûres) ou riche en nutriments (châtaigne) : endozoochorie ;
- par le vent pour les fruits disposant de parachute (pappus ou akène de pissenlit) ou d'une aile (samare d'érable) : anémochorie ;
- par l'eau pour les fruits flotteurs (noix de coco) : hydrochorie.

## Formation du fruit

Structure schématique d'une drupe typique, la pêche, montrant à la fois le fruit et la graine.

Le fruit se forme à partir de la fleur qui a été pollinisée. Il peut se présenter sous différentes formes : drupe, baie, gousse, capsule, akène, etc.
La formation du fruit résulte de la transformation du pistil après la fécondation, ou parfois sans fécondation (on parle dans ce cas de parthénocarpie). C'est plus précisément la paroi de l'ovaire (partie du pistil qui renferme l'ovule) qui devient la paroi du fruit, appelée péricarpe, entourant les graines. L'épiderme externe de cette paroi devient l'épicarpe, le parenchyme devient le mésocarpe, et l'épiderme interne, l'endocarpe. Selon les transformations de cette paroi, on obtient les différents types de fruits énumérés ci-après.

### De la fleur au fruit
Exemple de la tomate cerise :

Formation de la tomate cerise
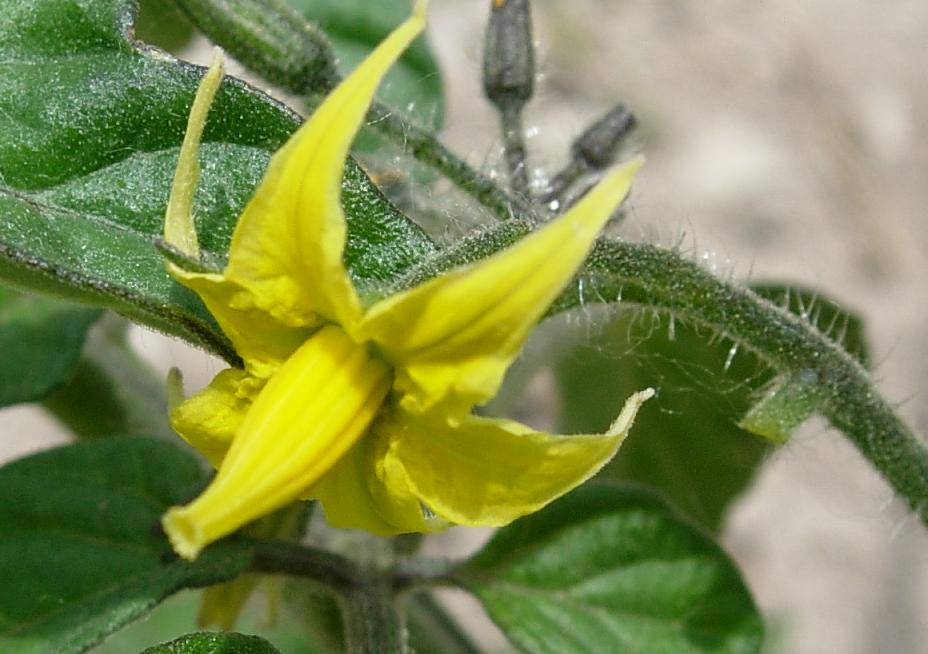
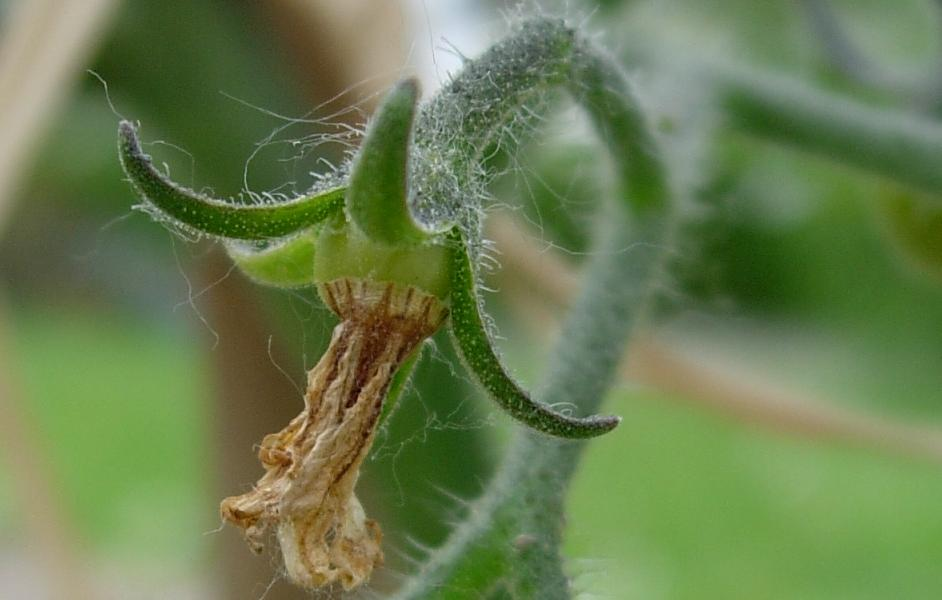
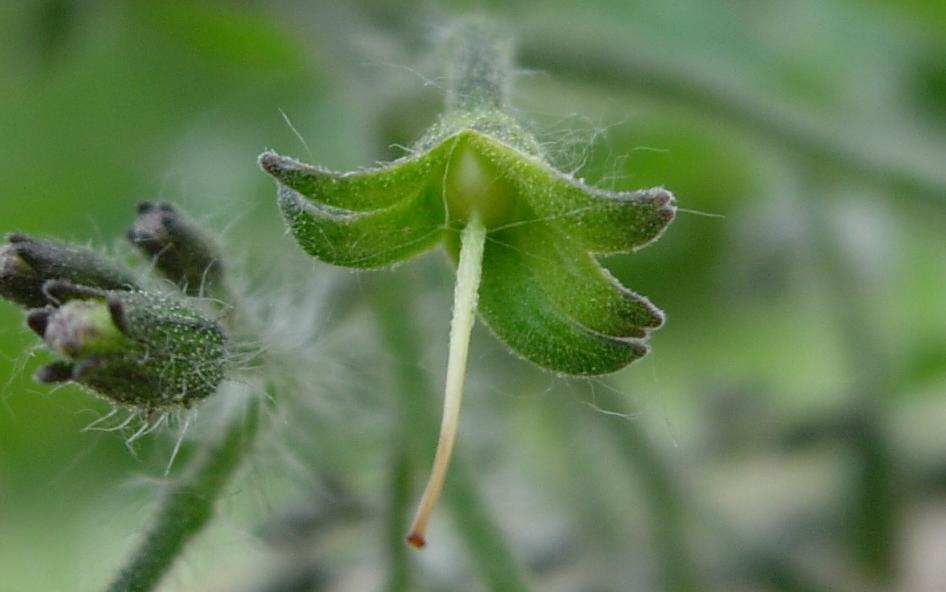
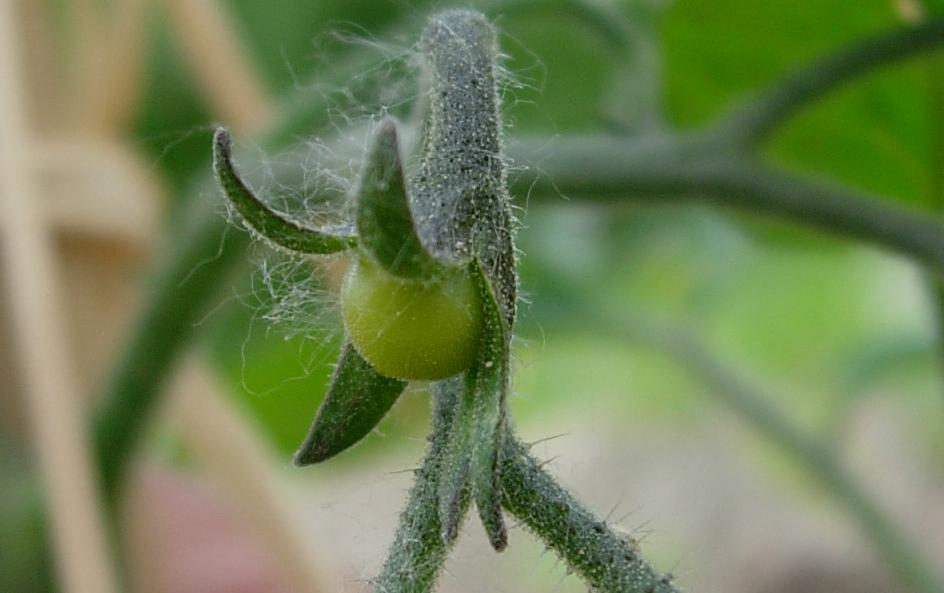
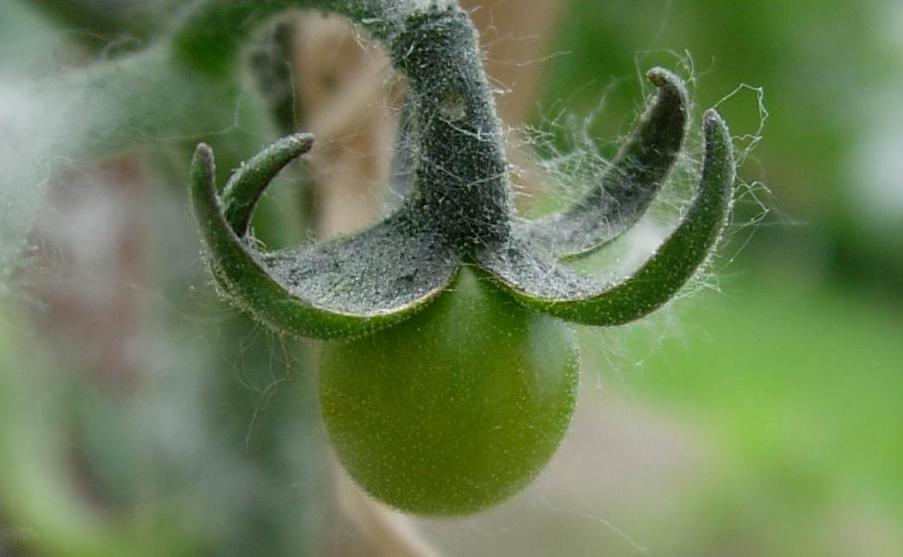
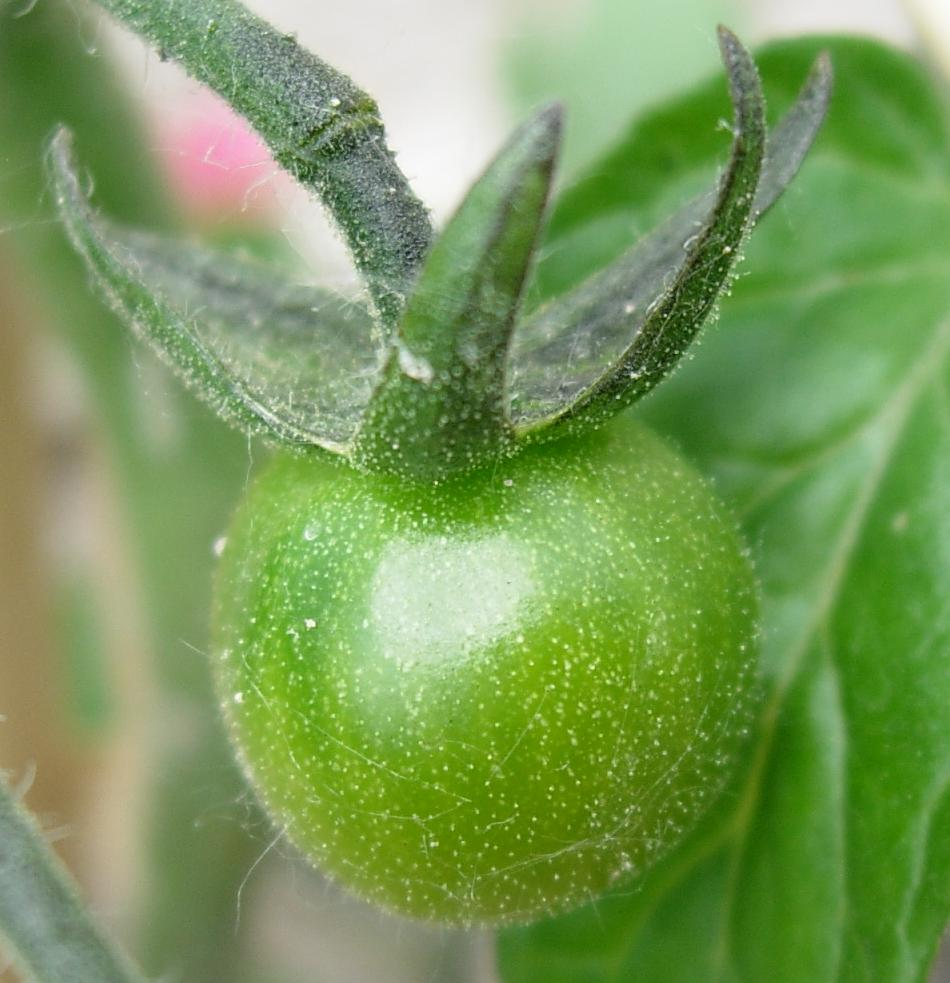
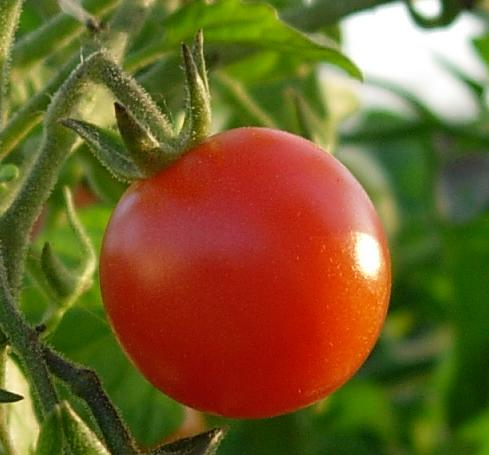

### Faux-fruits

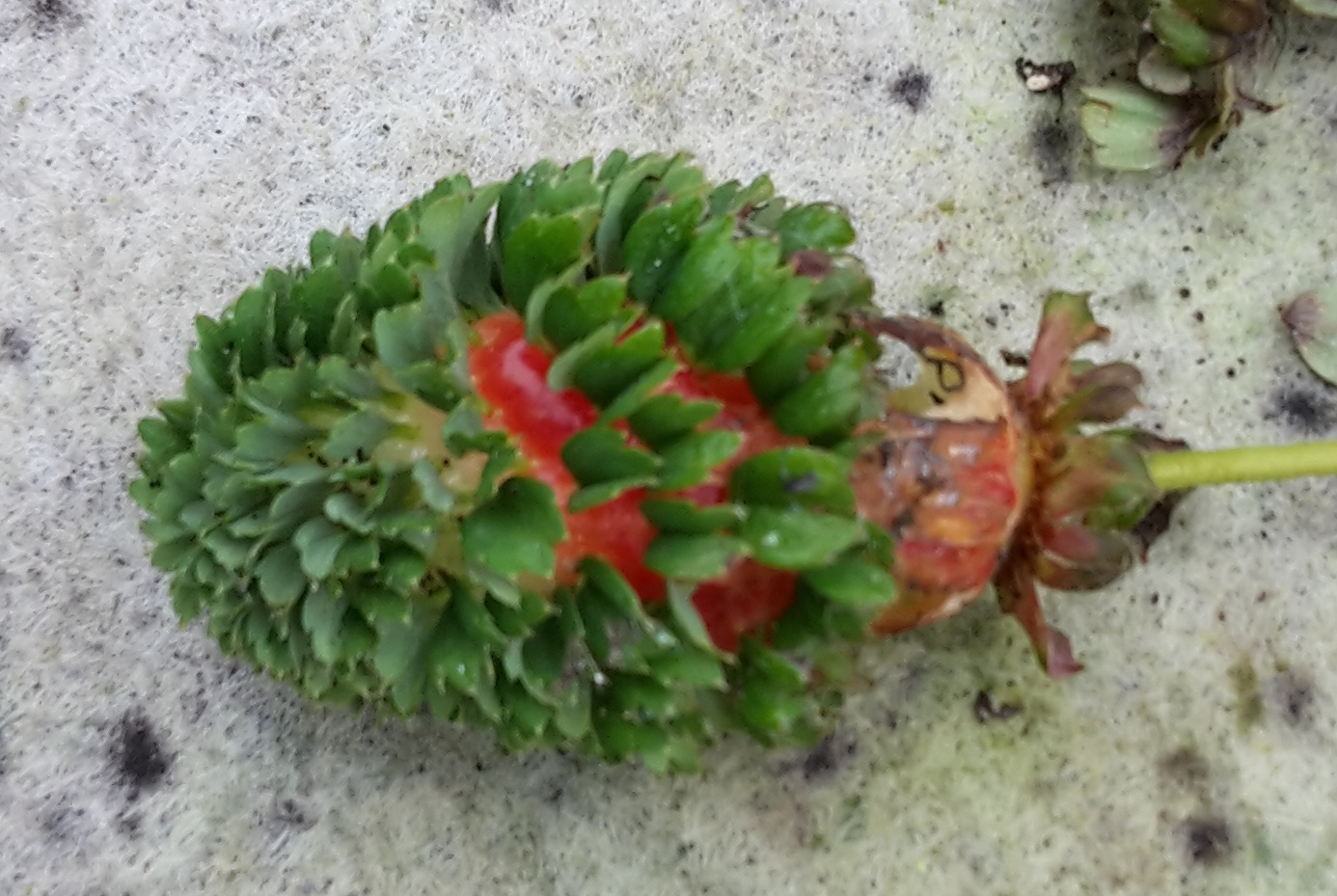
Akènes (fruits) germés à la surface d'une fraise (faux-fruit).

Dans certains cas, le « fruit » ne résulte pas de la transformation du pistil et peut avoir une origine plus complexe, c'est un faux-fruit. Sa formation peut résulter soit :
- de la transformation d'une autre partie de la fleur, le réceptacle floral. L'exemple le plus connu de faux-fruit est la pomme ou la fraise ;
- de la transformation d'une autre partie de la fleur, les carpelles, devenant des drupéoles. Ces fruits multiples sont donc des petites drupes agglomérées, on parle alors de polydrupes. C'est le cas de la framboise et de la mûre (fruit de la ronce) ;
- de la transformation de plusieurs fleurs d'une inflorescence que l'on appelle une infrutescence. C'est par exemple le cas de l'ananas, de la figue ou de la mûre (fruit du mûrier). Ils font aussi partie des faux-fruits.

## Structure du fruit

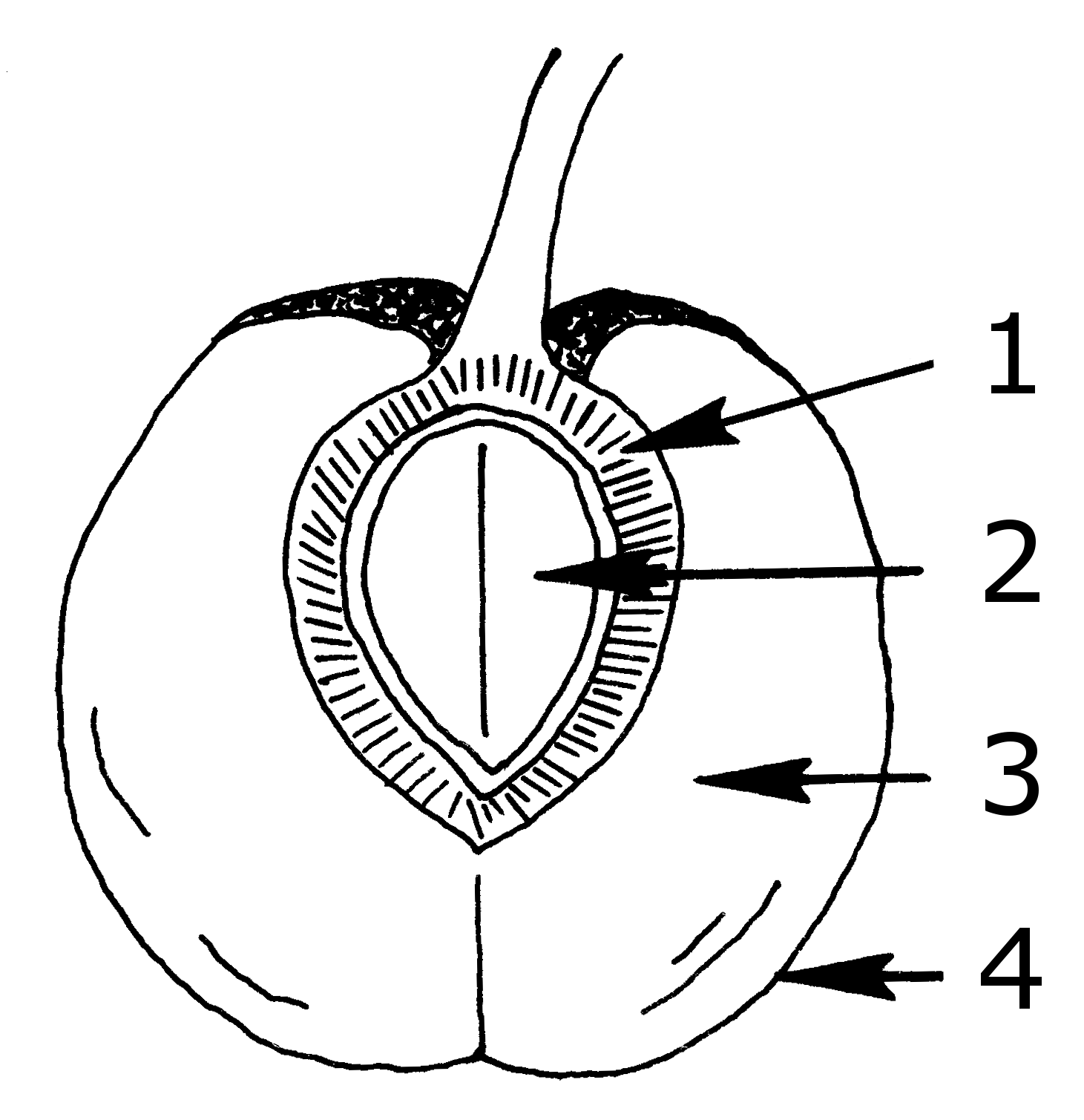
Section d'un fruit (drupe) : 1: endocarpe ; 2 : graine ; 3 : mésocarpe ; 4 : épicarpe.

### Péricarpe
Le péricarpe est la paroi du fruit issue de la transformation après la fécondation de la paroi de l’ovaire. Pour les faux-fruits, il résulte de la transformation du réceptacle floral.
Le péricarpe est formé de trois couches :
- l'épicarpe, généralement coloré, usuellement nommé la peau ;
- le mésocarpe, qui donne la partie juteuse des fruits charnus ;
- l'endocarpe, parfois lignifié et appelé noyau.

#### Épicarpe
L'épicarpe ou exocarpe est en botanique la paroi extérieure d'un fruit.
Il recouvre la couche appelée mésocarpe.
Il est généralement coloré.
Il est usuellement appelé peau ou écorce.
Dans le cas particulier des agrumes, l'exocarpe se nomme flavédo.

#### Mésocarpe
Le mésocarpe constitue la partie intermédiaire du fruit communément appelée pulpe quand il s'agit de fruits charnus.
Il dérive de la transformation du parenchyme de la paroi de l'ovaire.
Dans le cas particulier des agrumes, la partie externe du mésocarpe, blanche et spongieuse, se nomme albédo.

#### Endocarpe
L'endocarpe est le feuillet le plus interne du péricarpe, tissu du fruit entourant la graine. Il permet notamment de différencier une baie d'une drupe parmi les fruits charnus. S'il est sclérifié (durci), il forme un noyau autour de la graine (le fruit sera une drupe), s'il ne l'est pas, la graine sera nommée pépin (le fruit sera une baie).
Ainsi, en botanique, on considérera par exemple que l'avocat contient un pépin et la pêche un noyau.

## Typologie
On distingue en botanique :
- Les fruits charnus :

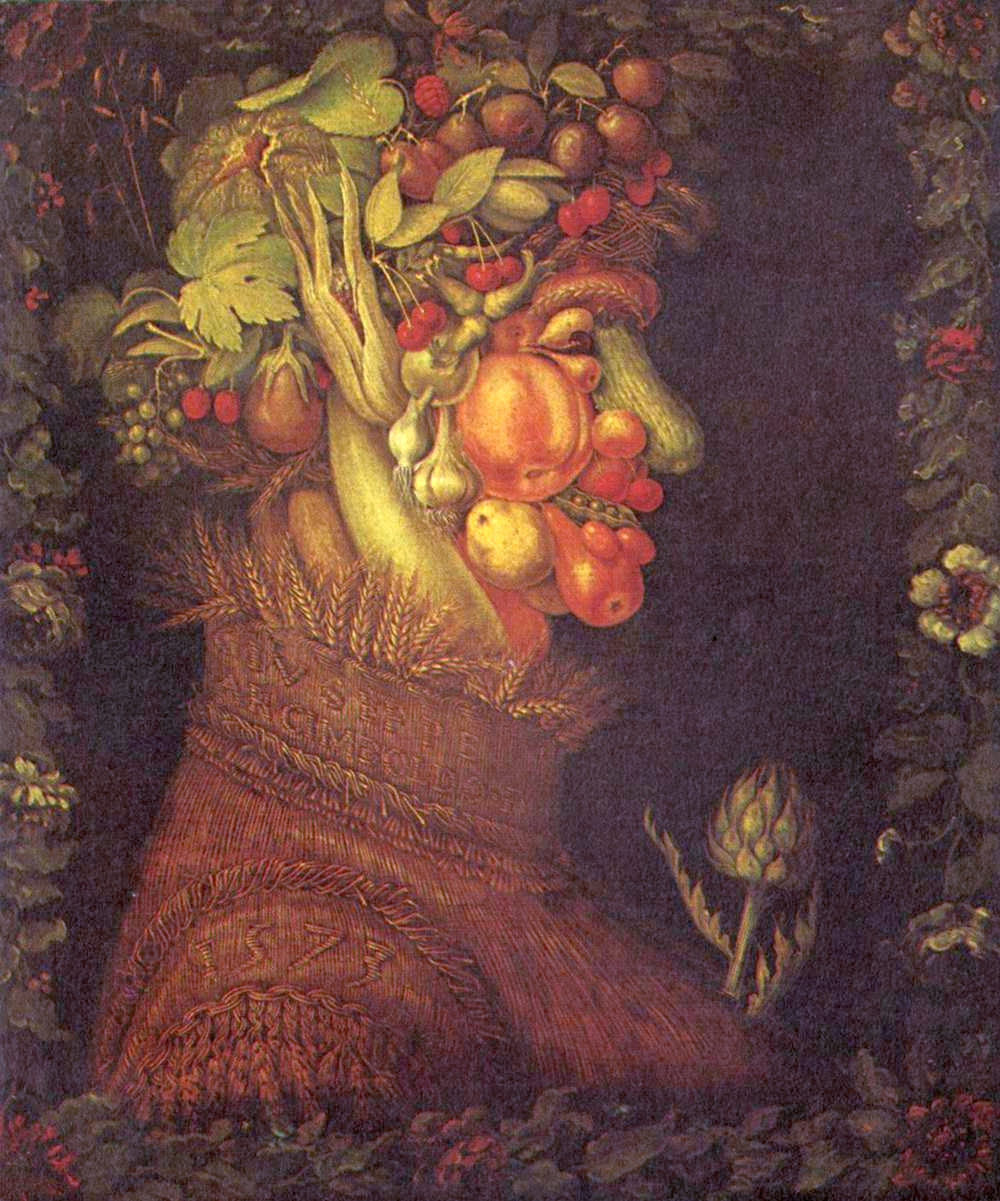
L'Été, Giuseppe Arcimboldo, 1573, 76 x 64 cm, huile sur toile, Musée du Louvre.

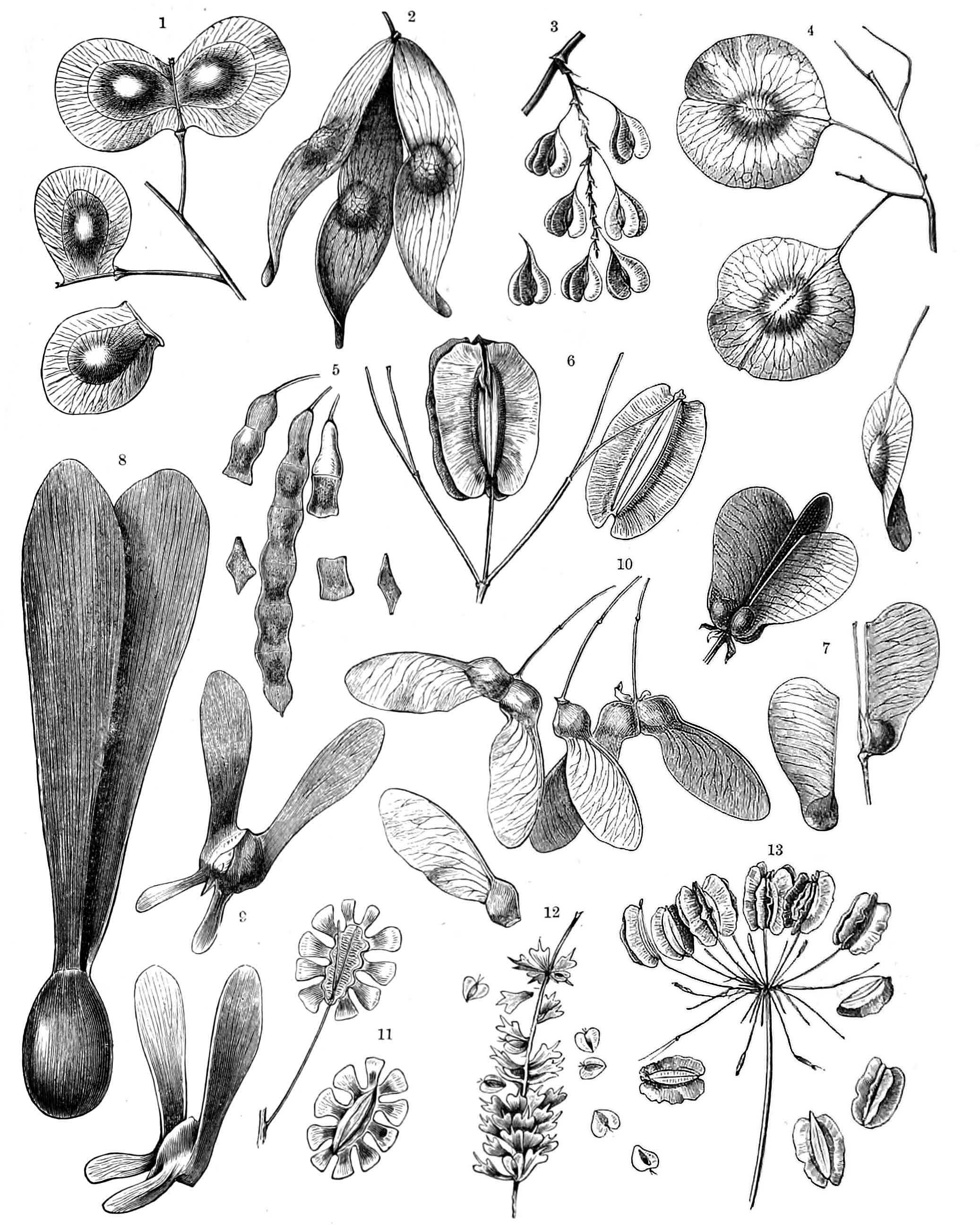
Fruits en samares.

  - baie : raisin, tomate, avocat, orange, etc.
  - drupe : prune, pêche, olive, cerise, etc. Ils sont caractérisés par une graine à enveloppe dure (endocarpe lignifié). Cela donne un « noyau » dur.
- Les fruits secs :
  - fruits secs déhiscents (qui finissent par s'ouvrir) :
    - follicule : hellébore, pivoine, etc ;
    - gousse : fruit caractéristique des Fabacées, appelé aussi légumineuses : petit pois, soja, robinier, luzerne, etc ;
    - capsule :
      - capsule à déhiscence par fentes (septicide) : colchique, tabac, gentiane, etc.
      - capsule loculicide : tulipe, lys, violette, etc.
      - silique, à déhiscence paraplacentaire : fruit caractéristique des brassicacées : chou, colza, etc.
      - pyxide, à déhiscence circulaire : mouron rouge, etc.
      - capsule à déhiscence apicale : œillet, pavot, etc.

  - fruits secs indéhiscents (qui ne s'ouvrent pas) :
    - akène : pissenlit, valériane, fraisier (une fraise est un faux fruit parsemé d'akènes brunâtres), etc.
    - caryopse : fruit caractéristique des Poacées (graminées) : blé, maïs, etc.
    - samare : érable, frêne, orme, etc.
    - schizocarpe, composé de plusieurs akènes : carotte, menthe, etc.

## Tendances évolutives
La conquête des terres émergées par les plantes chlorophylliennes puis par les premiers végétaux vasculaires à la limite Ordovicien-Silurien (445 Ma) est suivie au moins dès le Permien (300 Ma), par l'adoption d'une stratégie de dispersion différente, la zoochorie, qui favorise le transport des fruits charnus et des graines à arille (aliments riches en sucres et autres éléments nutritifs) consommées par des vertébrés herbivores. Les groupes adaptés à la zoochorie se développent au Mésozoïque où les graines des fruits sont disséminées par les dinosaures herbivores et simultanément, par différents groupes de petits vertébrés (dont les reptiles). Au Crétacé qui marque la fin du Mésozoïque, les grands reptiles laissent la place aux oiseaux et aux mammifères frugivores qui ont pu établir des associations spécifiques vertébrés-plantes. La majorité des Gymnospermes ont disparu au profit des plantes à fleurs et à fruits dont les graines ne sont pas nues mais protégées par des fruits qui sont encore de petite taille. L'augmentation de taille des fruits résulte initialement d'un processus de coévolution avec les rongeurs et oiseaux frugivores qui participent à la dissémination de leurs graines. Il est possible que l'évolution des fruits charnus corresponde au développement de traits de défense contre les prédateurs invertébrés plutôt que de traits attracteurs de vertébrés zoochores.
Actuellement, 64 % des familles de Gymnospermes et 27 % des familles d'Angiospermes produisent des graines (Gymnospermes et Angiospermes) et des fruits (Angiospermes) qui attirent les animaux, favorisant la dispersion des graines,.